# Žičnica Golobar
Žičnica Golobar, imenovana tudi Tolminka, je slovenski tehniški  spomenik.

## Nastanek
Tovorne žičnice so se na Slovenskem začele množično pojavljati med 1. svetovno vojno za oskrbo Soške fronte. Idejo so po vojni prevzeli tudi v kmetijstvu in gozdarstvu, saj je žičnica v zahtevnih terenskih pogojih velikokrat edino možno transportno sredstvo.
Razvoj žičnic v gozdarstvu se je pričel s preprostimi žičnimi drčami in spuščalkami, nadaljeval z nihalkami in krožnimi žičnicami ter žičnimi žerjavi. Golobarska žičnica spada zaradi nekaterih izvirnih rešitev v poseben tip krožnih žičnic, imenovan Tolminka. Les so prevažali po dveh nosilnih jeklenih vrveh, med katerima je bila speljana brezkončna vlečna vrv. Spuščanje je omogočala težnostna sila bremena, na zgornji postaji pa je zavora uravnavala hitrost spuščanja. Do zgornje – nakladalne postaje – so les iz različnih smeri dostavljale druge manjše žičnice ali žičnični žerjavi, do teh pa s konji pa tudi ročno.

## Lega
Žičnica je obratovala v Triglavskem narodnem parku. Spodnja postaja žičnice stoji ob cesti Bovec-Kranjska Gora slab kilometer vzhodno od naselja Kal-Koritnica na nadmorski višini okoli 450 mnm. Potek in dolžina trase sta se času njenega obratovanja trikrat spremenila. Zadnja sprememba je bila narejena leta 1968, ko je bila zgornja postaja postavljena na Gorenje Mlake na nadmorski višini okoli 1100 mnm.

## Kronologija
Prvo žičnico je 1931 postavilo podjetje Balant-Kosmač, ki je tedaj izkoriščalo gozdove na Golobarju, ko je zgornjo postajo postavilo pod Dolenjimi Mlakami. Med letoma 1935 in 1941 je žičnico upravljalo podjetje Sartori. V tem času je na planini živelo 35 družin ogljarjev, ki so kuhali oglje iz bukovine, kasneje pa sekali hlodovino iglavcev. V letih 1941–1942 prevzame sečnjo podjetje Valant. Leta 1949 žičnico prevzame Gozdno gospodarstvo Tolmin, ki je 1956 postavilo novo posodobljeno žičnico Tolminko. Takrat so zgornjo postajo prestavili na Dolenje Mlake. Na Gorenje Mlake so žičnico podaljšali leta 1968, vendar pa je bilo to leto tudi zadnje leto rednega obratovanja. Zadnji zagon žičnice je bil 1969, ko so jo zagnali zaradi lažjega transporta opreme pri postavitvi žičnega žerjava na Malinah, od koder so nato spravljali les na novo gozdno cesto. Leta 1989 so zaradi varnosti in ureditve spodnje postaje v turistične namene odstranili jeklenice.

## Osnovni podatki
- dolžina žičnice 2100 m
- višinska razlika 638 m
- zmogljivost 100 m³ lesa dnevno